# Sarvtjärnen (Söderbärke socken, Dalarna, 666996-148818)
Sarvtjärnen är en sjö i Smedjebackens kommun i Dalarna och ingår i Norrströms huvudavrinningsområde.